# Tessala Lemtaï
Tessala Lemtaï (în arabă تسالة لمطاي) este o comună din provincia Mila, Algeria.
Populația comunei este de 15.676 de locuitori (2008).